# Nahverkehr in Mülheim an der Ruhr
Der Nahverkehr in Mülheim an der Ruhr wird durch Bus- und Straßenbahnlinien des Verkehrsunternehmens Ruhrbahn erbracht. Allerdings verkehren in der Stadt auch Buslinien der benachbarten Verkehrsunternehmen Stadtwerke Oberhausen (STOAG) und Duisburger Verkehrsgesellschaft (DVG). Die ortsansässige Mülheimer VerkehrsGesellschaft (MVG) bildet seit dem 1. September 2017 mit der Essener Verkehrs-AG (EVAG) das gemeinsame Verkehrsunternehmen Ruhrbahn GmbH. Zentraler Umsteigeknoten für den straßengebundenen ÖPNV in Mülheim sind der Hauptbahnhof und der U-Bahnhof Mülheim Stadtmitte.

## Innerstädtischer Verkehr

### Stadtbahn
Die Linie U18 der Stadtbahn Essen bedient den Mülheimer Osten. Sie ist Mülheims einzige normalspurige Stadtbahn-Linie der Stadtbahn Rhein-Ruhr. Sie verläuft hier zum größten Teil im Tunnel und hält an Hochflur-Bahnsteigen.
| Linie | Verlauf | Takt   |
| ----- | --- | ------ |
| U 18  | Essen, U Berliner Platz – U Hirschlandplatz – U Essen Hbf – U Bismarckplatz – Savignystraße/ETEC – Hobeisenbrücke – E-Frohnhausen, Wickenburgstraße – Mülheim (Ruhr), Rhein-Ruhr-Zentrum – Rosendeller Straße – U Eichbaum – U Heißen Kirche – U Mühlenfeld – U Christianstraße – U Gracht – U Von-Bock-Straße – U Mülheim (Ruhr) Hbf | 10 min |

### Straßenbahn
| Linie | Verlauf | Takt (Mo–Fr)                              |
| ----- | --- | ----------------------------------------- |
| 102   | Oberdümpten – Dümpten – Aktienstraße – Mülheim Hbf – Stadtmitte – Schloß Broich – Broich – Uhlenhorst | 15 min (10 min an Schultagen von 7-9 Uhr) |
| 104   | (Essen Abzweig Aktienstraße) – Winkhausen – Aktienstraße – Friedrich-Ebert-Straße – Mülheim Stadtmitte – Evangelisches Krankenhaus | 15 (15) min                               |
| 112   | OB-Sterkrade, Neumarkt – OB-Sterkrade Bf – OLGA-Park – Neue Mitte Oberhausen – Oberhausen Hbf – Landwehr – Mülheim-Styrum – Mülheim-West – Friedrich-Ebert-Straße – Mülheim Stadtmitte – Mülheim Kaiserplatz – Oppspring – Hauptfriedhof Linie verkehrt zwischen Sterkrade und Oberhausen Hauptbahnhof über die ÖPNV-Trasse Oberhausen.                                         | 20 min                                    |
| 901   | DU-Obermarxloh – Marxloh Pollmann – Bruckhausen – Beeck – Laar – Scholtenhofstraße1 – Ruhrort Bf – Ruhrort Friedrichsplatz – Kaßlerfeld – Rathaus – König-Heinrich-Platz – Duisburg Hbf – Zoo/Uni2 – Mülheim-Raffelberg – Speldorf – Schloß Broich – MH-Stadtmitte – Mülheim Hbf Zur HVZ mit zusätzlicher Fahrt zwischen 1 und 2 jeweils 5 Minuten abweichend auf den Regeltakt | 15 min                                    |

In Mülheim verkehren insgesamt vier Straßenbahnlinien, die sich alle am Knotenpunkt Mülheim Stadtmitte treffen. Das Mülheimer Straßenbahnnetz ist meterspurig. Die Linie 102 verläuft komplett auf Mülheimer Stadtgebiet und ist in Mülheim die einzige Meterspur-Straßenbahnlinie, die Tunnelstrecken bedient. Sie ist als Stadtbahnlinie ausgebaut und besitzt auf dem Ast nach Dümpten große Haltestellenabstände.
Die Linie 104 verkehrt von der Altstadt aus über die Aktienstraße nach Essen, endet dort allerdings in Schönebeck an der B 231 mit Anschluss an die Straßenbahnlinie 105 der Straßenbahn Essen.
Nach Oberhausen verkehrt die Straßenbahnlinie 112. Sie beginnt in Oberhausen-Sterkrade und führt über die ÖPNV-Trasse Oberhausen zum Oberhausener Hauptbahnhof und dann über die Mülheimer Straße (B223) ins benachbarte Mülheim an der Ruhr, wo sie den Stadtteil Styrum und das Stadtzentrum durchquert und am Hauptfriedhof endet. (Teils schon überwachsene rostige Gleise liegen hier noch ein Stück weiter, fast bis zum Flughafen Essen-Mülheim.) Auf ganzer Länge verkehrt sie im 15-Minuten-Takt. Die Straßenbahnlinie wird zwar als Gemeinschaftslinie zwischen STOAG und Ruhrbahn gefahren, jedoch werden die Fahrzeuge komplett in Mülheim gewartet, da Oberhausen keinen eigenen Straßenbahnbetriebshof besitzt.
Nach Duisburg verkehrt die Linie 901 der Straßenbahn Duisburg. Diese wird komplett von der Duisburger Verkehrsgesellschaft (DVG) betrieben, da sie im Gegensatz zum übrigen Mülheimer Straßenbahnnetz nicht meterspurig, sondern wie das übrige Duisburger Straßenbahnnetz normalspurig ist. Zwischen Broich und Mülheim Hbf verkehrt sie zusammen mit der Linie 102 im Tunnel. Wegen der unterschiedlichen Spurweiten sind dort Vierschienengleise verlegt.

### Bus

#### Tagesverkehr
In Mülheim verkehren tagsüber insgesamt 15 Buslinien, von denen die innerstädtischen von der Ruhrbahn betrieben werden. Die meisten dieser Buslinien verkehren radial und bedienen dabei die zentralen Knoten Mülheim (Ruhr) Hauptbahnhof und U-Bahnhof Mülheim Stadtmitte. Einige wenige Linien sind tangential. Nur sieben Linien erreichen die Innenstadt und den Hauptbahnhof nicht: SB90, 129, 134, 136, 139, 753 und 976. Drei davon (129, 136 und 139) erreichen stattdessen den U-Bahnhof Heißen Kirche und die Linie 129 zusätzlich das Rhein-Ruhr-Zentrum.
| Linie | Verlauf | Takt (Mo–Fr)                | Betreiber            |
| ----- | --- | --------------------------- | -------------------- |
| SB90  | Holten Markt – OB-Holten Bf – Schmachtendorf Heinrich-Böll-Gesamtschule – Alsfeld Jägerstr. – Ludwigshütte – OB-Sterkrade Bf – OLGA-Park – Neue Mitte Oberhausen – Oberhausen Hbf – Alstaden – Ruhrpark – Mülheim-Styrum Linie verkehrt zwischen Sterkrade Bf und Oberhausen Hbf über die ÖPNV-Trasse Oberhausen | 20 min                      | STOAG                |
| 125   | Oberhausen-Wehrstraße – Dümpten – Sellerbeckstraße – Eppinghofen – Mülheim Hbf – Mülheim Stadtmitte – Schloß Broich – Broich – Speldorf (– Peterstraße) – Südhafen – Ruhrorter Straße | 15 (30) min                 | Ruhrbahn             |
| 129   | Broich Friedhof – Speldorf – Raffelberg – Schleuse Raffelberg – Styrum Friesenstraße – Hauskampstraße/Bf Styrum – Styrum Sültenfuß – Dümpten – Winkhausen – Heißen Kirche – Eichbaum – Mülheim-Heimaterde – Essen-Haarzopf Erbach | 30 min                      | Ruhrbahn             |
| 130   | Oberhausen, City Forum – Oberhausen Hbf – Oberhausen-Styrum – Mülheim-Styrum – Schloss Styrum – Mülheim Hbf – Mülheim Stadtmitte – Wasserstraße – Max-Planck-Institute – Oppspring – Mülheim Hauptfriedhof – Raadt – Flughafen Essen/Mülheim – Essen-Haarzopf Erbach – Fulerum Gemeindezentrum – Rhein-Ruhr-Zentrum | 20 min                      | Ruhrbahn             |
| 131   | Gustav-Heinemann-Schule / Boverstr. – Mülheim-Winkhausen – Mülheim Hbf – Mülheim Stadtmitte – Schloß Broich – Broich – Saarn Lindenhof – Mülheim-Selbeck – Ratingen-Breitscheid Flurstraße | 30 min                      | Ruhrbahn             |
| 134   | HafenCenter – Südhafen – Speldorf – Uhlenhorst – Saarn – Mintard Am Biestenkamp – Essen-Schloss Hugenpoet – Kettwig, Ringstraße – Kettwiger Markt | 60 min                      | Ruhrbahn             |
| 135   | (Nordhafen – HafenCenter) – Mülheim Hbf – Mülheim Stadtmitte – Schloß Broich – Saarn – Saarner Kuppe | 15/7,5 von 6-9 Uhr (15) min | Ruhrbahn             |
| 136   | Oberhausen-Anne-Frank-Realschule – Oberhausen Hbf – Mülheim-Dümpten – Winkhausen – Heißen Kirche | 60 min                      | Ruhrbahn / STOAG     |
| 139   | Broich Friedhof – Saarner Kuppe – Mendener Brücke – Oppspring – Rumbachtal – Heißen Kirche – Heimaterde – Rhein-Ruhr-Zentrum – Essen-Frohnhausen Breilsort | 30 min                      | Ruhrbahn             |
| 151   | Rhein-Ruhr-Zentrum – Heißen Kirche – Rumbachtal – Mülheim Hbf – Mülheim Stadtmitte – Kahlenberg (Fuß des Berges am Ruhrufer) – Mülheim-Menden – Kettwig-Ickten – Schwimmbad Kettwig → Kettwig, Ringstraße → Kettwiger Markt | 60 min                      | Ruhrbahn             |
| 752   | Mülheim Hbf – MH-Stadtmitte – Schloß Broich – MH-Saarn, Friedrich-Freye-Straße;– MH-Selbeck, Stooter Straße – Ratingen-Breitscheid, Krummenweg – Lintorf, Friedhof – Am Kämpchen – Rehhecke – Lintorf, Rathaus – Tiefenbroicher Straße – ( Ratingen-Tiefenbroich, Annastraße – Ratingen, Kaiserswerther Straße – Ratingen-West, Dieselstraße – Eckampstraße – Düsseldorf, Neu-Lichtenbroich – ) Mörsenbroich, Heinrichstraße – D-Derendorf – Pempelfort, Münsterstraße/Feuerwache – Stadtmitte, Jacobistraße (Pempelforter Straße , 200 m) – Oststraße – Düsseldorf Hbf |                             | Rheinbahn / Ruhrbahn |
| 753   | MH-Saarn, Alte Straße – MH-Selbeck, Stooter Straße – Ratingen-Breitscheid, Krummenweg – Ratingen, Hauser Ring – Ratingen Mitte |                             | Rheinbahn / Ruhrbahn |
| 976   | Königshardt Falkestr. – Tackenberg – OB-Sterkrade Bf – Buschhausen Mitte – Stadtwerke – Oberhausen Hbf – Styrum Nohlstr. – Schladschule – Schlad Wehrstr. – Mülheim-Dümpten Heifeskamp | 20 min                      | STOAG                |
| T11   | TaxiBus: Heißen Kattowitzer Straße – Heißen Kirche | 60 min                      | Ruhrbahn             |

#### Nachtverkehr
Auch nachts ist man in Mülheim mit dem NE-Netz der Ruhrbahn mobil. Dieses erreicht in Mülheim alle Stadtteile und wird durch Taxibusse ergänzt. Zentraler Knoten ist Mülheim Stadtmitte, wo auch die Sternfahrt stattfindet.
Folgende NE-Linien verkehren in Mülheim an der Ruhr. Die NE-Linien werden alle als Bus betrieben.
| Linie | Verlauf | Takt   |
| ----- | --- | ------ |
| NE1   | MH-Stadtmitte → Dieter-aus-dem-Siepen-Platz → Dümpten → Eppinghofen → Winkhausen → Heißen Kirche → Mühlenfeld → Christianstraße → Gracht → Dieter-aus-dem-Siepen-Platz → Mülheim Hbf Nordeingang → MH-Stadtmitte Gegenrichtung zur Linie NE3                                                                              | 60 min |
| NE3   | MH-Stadtmitte → Dieter-aus-dem-Siepen-Platz → Mülheim Hbf Nordeingang → Christianstraße → Mühlenfeld → Heißen Kirche → Winkhausen → Dümpten → Eppinghofen → Dieter-aus-dem-Siepen-Platz → MH-Stadtmitte Gegenrichtung zur Linie NE1                                                                                       | 60 min |
| NE4   | Mülheim Stadtmitte → Mülheim Kaiserplatz – Holthausen – Wasserstraße – MH-Müller Menden – Holthausen – Mülheim Hauptfriedhof – Raadt – Flughafen Essen/Mülheim | 60 min |
| NE5   | Mülheim Stadtmitte – Mülheim Kaiserplatz − Holthausen – Rumbachtal – Heißen Kirche – Rhein-Ruhr-Zentrum | 60 min |
| NE9   | Duisburg Hbf Osteingang – Zoo/Uni – Mülheim-Raffelberg – Speldorf – Schloß Broich – MH-Stadtmitte – Dieter-aus-dem-Siepen-Platz – Aktienstraße – Winkhausen – Essen Abzweig Aktienstraße | 60 min |
| NE10  | OB-Sterkrade Bf – Schloss Oberhausen – Neue Mitte Oberhausen – Knappenmarkt – Oberhausen-Wehrstraße – Mülheim-Dümpten – Mülheim Hbf Nordeingang(←)/Dieter-aus-dem-Siepen-Platz(→) – Mülheim Stadtmitte – Schloß Broich – Broich – Saarn Alte Straße → Saarner Kuppe – Oemberg ← Saarn Lindenhof                           | 60 min |
| NE12  | OB-Sterkrade Bf – OLGA-Park – Neue Mitte Oberhausen – Oberhausen Hbf – Landwehr – Mülheim-Styrum – Mülheim-West → Eppinghofen → Dieter-aus-dem-Siepen-Platz → Mülheim Kaiserplatz – Friedrich-Ebert-Straße ← MH-Stadtmitte Linie verkehrt zwischen Sterkrade und Oberhausen Hauptbahnhof über die ÖPNV-Trasse Oberhausen. | 60 min |

## Eisenbahnverkehr

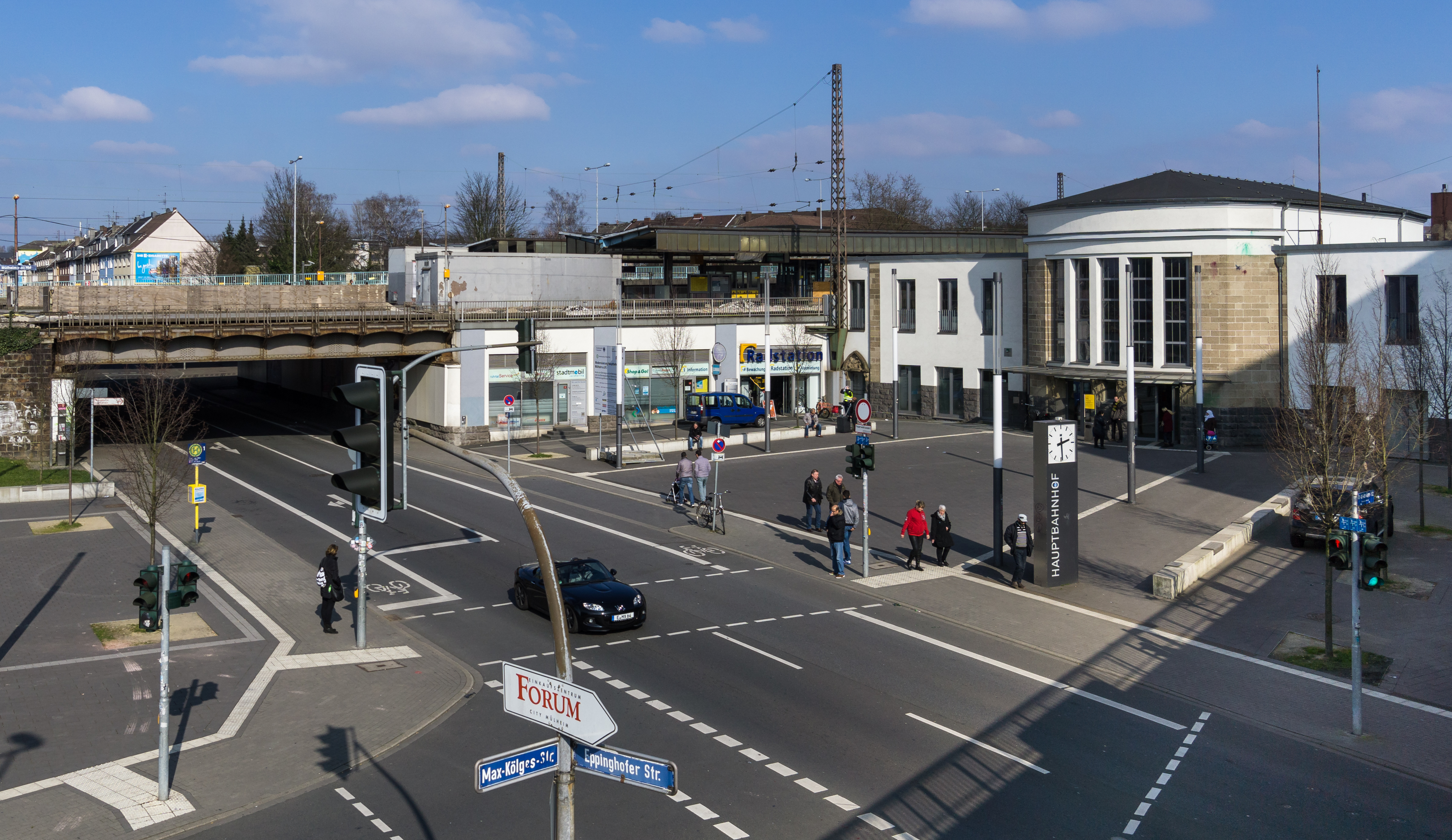
Empfangsgebäude des Hauptbahnhofs

Der wichtigste Eisenbahnknotenpunkt ist der Hauptbahnhof. Er liegt heute an nur einer Strecke mit Personenverkehr, die jedoch die Hauptstrecke durch das Ruhrgebiet ist: Duisburg–Mülheim–Essen–Dortmund
Dadurch ergibt sich in Mülheim (Ruhr) ein dichtes Netz aus Regionalbahnen und S-Bahnen.
Neben Mülheim (Ruhr) Hauptbahnhof gibt es zwei weitere Bahnstationen mit Personenverkehr. Diese sind Mülheim (Ruhr)-Styrum und Mülheim (Ruhr) West. Letzterer war einst der wichtigste Bahnhof Mülheims und ist heute der schwächste Bahnhof der S-Bahn Rhein-Ruhr.
Folgende Züge des Schienenpersonennahverkehrs bedienen die Stationen in Mülheim an der Ruhr:
| Linie       | Linienverlauf | Takt                                             | Betreiber       |
| ----------- | --- | ------------------------------------------------ | --------------- |
| RE 1 (RRX)  | NRW-Express: Aachen Hbf – Aachen-Rothe Erde – Eilendorf (ein Zugpaar) –Stolberg (Rheinl) Hbf – Eschweiler Hbf – Langerwehe – Düren – Horrem – Köln-Ehrenfeld – Köln Hbf – Köln Messe/Deutz – Köln-Mülheim – Leverkusen Mitte – Düsseldorf-Benrath – Düsseldorf Hbf – Düsseldorf Flughafen – Duisburg Hbf – Mülheim (Ruhr) Hbf – Essen Hbf – Wattenscheid – Bochum Hbf – Dortmund Hbf – Dortmund-Scharnhorst (nicht stündlich, im Wechsel mit Nordbögge) – Dortmund-Kurl – Kamen-Methler – Kamen – Bönen-Nordbögge (nicht stündlich, im Wechsel mit Dortmund-Scharnhorst) – Hamm (Westf) Hbf Stand: Fahrplanwechsel Dezember 2023 | 60 min                                           | NationalExpress |
| RE 2        | Rhein-Haard-Express: Osnabrück Hbf – Hasbergen – Natrup-Hagen (zweistdl.) – Lengerich (Westf) – Kattenvenne (zweistdl.) – Ostbevern – Westbevern – Münster (Westf) Hbf – (Münster-Albachten – Senden-Bösensell – Nottuln-Appelhülsen – Buldern –)* Dülmen – (Sythen –)* Haltern am See – (Marl-Sinsen –)* Recklinghausen Hbf – (Recklinghausen Süd –)* Wanne-Eickel Hbf – Gelsenkirchen Hbf – Essen Hbf – Mülheim (Ruhr) Hbf – Duisburg Hbf – Düsseldorf Flughafen – Düsseldorf Hbf * Halt nur einzelner Züge im Nachtverkehr Stand: Fahrplanwechsel Dezember 2023 | 60 min                                           | DB Regio        |
| RE 6 (RRX)  | Rhein-Weser-Express: Köln/Bonn Flughafen – Köln Hbf – Dormagen – Neuss Hbf – Düsseldorf-Bilk – Düsseldorf Hbf – Düsseldorf Flughafen – Duisburg Hbf – Mülheim (Ruhr) Hbf – Essen Hbf – Wattenscheid – Bochum Hbf – Dortmund Hbf – Kamen – Hamm (Westf) Hbf – Heessen – Ahlen (Westf) – Beckum-Neubeckum – Oelde – Rheda-Wiedenbrück – Gütersloh Hbf – Bielefeld Hbf – Herford – Löhne (Westf) – Bad Oeynhausen – Porta Westfalica – Minden (Westf) Stand: Fahrplanwechsel Dezember 2023 | 60 min                                           | NationalExpress |
| RE 11 (RRX) | Rhein-Hellweg-Express: Kassel-Wilhelmshöhe – Hofgeismar – Warburg (Westf) – Willebadessen – Altenbeken – Paderborn Hbf – Lippstadt – Soest – Hamm (Westf) Hbf – Kamen – Dortmund Hbf – Bochum Hbf – Wattenscheid – Essen Hbf – Mülheim (Ruhr) Hbf – Duisburg Hbf – Düsseldorf Flughafen – Düsseldorf Hbf Abschnitt Düsseldorf–Hamm aufgrund einer angespannten Personalsituation eingestellt. Stand: Fahrplanwechsel Dezember 2023 | 60 min                                           | NationalExpress |
| RE 42       | Niers-Haard-Express: Münster (Westf) Hbf – Münster-Albachten (stündlich) – Senden-Bösensell – Nottuln-Appelhülsen – Buldern – Dülmen – Sythen – Haltern am See – Marl-Sinsen – Recklinghausen Hbf – Recklinghausen Süd – Wanne-Eickel Hbf – Gelsenkirchen Hbf – Essen Hbf – Mülheim (Ruhr) Hbf – Duisburg Hbf – Rheinhausen – Krefeld-Uerdingen – Krefeld Hbf – Viersen – Mönchengladbach Hbf Stand: Fahrplanwechsel Dezember 2021 | 30 min (Münster–Essen) 60 min (Essen–M’gladbach) | DB Regio        |
| RE 49       | Wupper-Lippe-Express: Wesel – Friedrichsfeld (Niederrhein) – Voerde (Niederrhein) – Dinslaken – Oberhausen-Holten – Oberhausen-Sterkrade – Oberhausen Hbf – Mülheim (Ruhr)-Styrum – Mülheim (Ruhr) Hbf – Essen West – Essen Hbf – Essen-Steele – Essen-Kupferdreh – Velbert-Langenberg – Velbert-Neviges – Wuppertal-Vohwinkel – Wuppertal Hbf Stand: Fahrplanwechsel Dezember 2021 | 60 min (wochentags)                              | DB Regio        |
| RB 33       | Rhein-Niers-Bahn: Zugteil 1: Essen-Steele – Essen Hbf – Essen West – Mülheim (Ruhr) Hbf – Mülheim (Ruhr)-Styrum – Duisburg Hbf – Duisburg-Hochfeld Süd – Rheinhausen Ost – Rheinhausen – Krefeld-Hohenbudberg Chempark – Krefeld-Uerdingen – Krefeld-Linn – Krefeld-Oppum – Krefeld Hbf – Forsthaus – Anrath – Viersen – Mönchengladbach Hbf – Rheydt Hbf – Wickrath – Herrath – Erkelenz – Hückelhoven-Baal – Brachelen – Lindern Zugteil 2: Heinsberg (Rheinl) – Heinsberg Kreishaus – Heinsberg-Oberbruch – Heinsberg-Dremmen – Heinsberg-Porselen – Heinsberg-Horst – Heinsberg-Randerath – Lindern Flügelung bzw. Zusammenführung: Lindern – Geilenkirchen – Übach-Palenberg – Herzogenrath – Kohlscheid – Aachen West – Aachen Schanz – Aachen Hbf Stand: Fahrplanwechsel Juni 2022 | 60 min                                           | DB Regio        |

### S-Bahn Rhein-Ruhr
| Linie | Verlauf | Takt   | Betreiber |
| ----- | --- | ------ | --------- |
| S 1   | Solingen Hbf – SG-Vogelpark – Hilden Süd – Hilden – D-Eller – D-Eller Mitte – D-Oberbilk – D-Volksgarten – Düsseldorf Hbf – D-Wehrhahn – D-Zoo – D-Derendorf – D-Unterrath – D-Flughafen – Angermund – DU-Rahm – DU-Großenbaum – DU-Buchholz – DU-Schlenk – Duisburg Hbf – MH-Styrum – Mülheim (Ruhr) Hbf – E-Frohnhausen – Essen West – Essen Hbf – E-Steele – E-Steele Ost – E-Eiberg – Wattenscheid-Höntrop – BO-Ehrenfeld – Bochum Hbf – BO-Langendreer West – BO-Langendreer – DO-Kley – DO-Oespel – DO-Universität – DO-Dorstfeld Süd – DO-Dorstfeld – Dortmund Hbf Stand: Fahrplanwechsel Dezember 2023 | 30 min | DB Regio  |
| S 3   | Oberhausen Hbf – MH-Styrum – Mülheim (Ruhr) West – Mülheim (Ruhr) Hbf – E-Frohnhausen – Essen West – Essen Hbf – E-Steele – E-Steele Ost – E-Horst – BO-Dahlhausen – Hattingen (Ruhr) – Hattingen (Ruhr) Mitte Stand: Fahrplanwechsel Dezember 2023 | 30 min | DB Regio  |